# Fissidens obscurocostatus
Fissidens obscurocostatus là một loài Rêu trong họ Fissidentaceae. Loài này được Pursell mô tả khoa học đầu tiên năm 1966.